# Marco Histórico Nacional em Minnesota

Localização de Minnesota nos Estados Unidos.

A lista de Marco Histórico Nacional em Minnesota contém os marcos designados pelo Governo Federal dos Estados Unidos para o estado norte-americano de Minnesota.
Existem 25 Marcos Históricos Nacional (NHLs) em Minnesota. Eles estão distribuídos em 17 dos 87 condados do estado. O primeiro marco de Minnesota foi designado em 19 de dezembro de 1960 e os mais recentes em 23 de junho de 2011.

## Listagem atual
Legenda:
| NRHP | Registro Nacional de Lugares Históricos |
| NHL  | Marco Histórico Nacional                |
| NHLD | Distrito Histórico Nacional             |
| HD   | Distrito Histórico                      |
| NHS  | Local Histórico Nacional                |
| NMEM | Memorial Nacional dos EUA               |
| NMON | Monumento Nacional dos EUA              |
| NHP  | Parque Histórico Nacional dos EUA       |
| NMP  | Parque Nacional Militar dos EUA         |

| [ 2 ] | Nome                                               | Imagem | Inclusão                          | Localidade e coordenadas | Condado           | NHLS     | Observações                                                  |
| ----- | -------------------------------------------------- | ------ | --------------------------------- | --- | ----------------- | -------- | ------------------------------------------------------------ |
| 1     | Igreja Luterana Cristã                             |        | 16 de janeiro de 2009 (16 anos)   | 3244 34th Ave. S, Minneapolis 44° 56′ 37″ N, 93° 13′ 24″ O                                                                                 | Hennepin          | 01000654 |                                                              |
| 2     | F. Scott Fitzgerald House                          |        | 11 de novembro de 1971 (53 anos)  | 599 Summit Ave., Saint Paul 44° 56′ 29″ N, 93° 07′ 30″ O                                                                                   | Ramsey            | 71000440 |                                                              |
| 3     | Fort Snelling                                      |        | 19 de dezembro de 1960 (64 anos)  | Delimitado pelo Minnehaha Park, Rio Mississippi, o aeroporto e Bloomington Rd. nas proximidades de Saint Paul 44° 53′ 34″ N, 93° 10′ 50″ O | Hennepin e Dakota | 66000401 |                                                              |
| 4     | Grand Mound                                        |        | 23 de junho de 2011 (13 anos)     | Endereço restrito | Koochiching       | 11000565 |                                                              |
| 5     | James J. Hill House                                |        | 5 de novembro de 1971 (53 anos)   | 240 Summit Ave., Saint Paul 44° 56′ 42″ N, 93° 06′ 32″ O                                                                                   | Ramsey            | 66000405 |                                                              |
| 6     | Hull-Rust-Mahoning Open Pit Iron Mine              |        | 13 de novembro de 1966 (58 anos)  | 3rd Ave., E. nas proximidades de Hibbing 47° 27′ 00″ N, 92° 57′ 00″ O                                                                      | St. Louis         | 66000904 |                                                              |
| 7     | Kathio Site                                        |        | 19 de julho de 1964 (60 anos)     | Endereço restrito em Vineland e suas proximidades 46° 07′ 44″ N, 93° 44′ 26″ O                                                             | Mille Lacs        | 66000403 |                                                              |
| 8     | Oliver H. Kelley Homestead                         |        | 19 de julho de 1964 (60 anos)     | 2 milhas a sudeste de Elk River na U.S. 10 45° 15′ 35″ N, 93° 32′ 12″ O                                                                    | Sherburne         | 66000406 |                                                              |
| 9     | Frank B. Kellogg House                             |        | 8 de dezembro de 1976 (48 anos)   | 633 Fairmount Ave., Saint Paul 44° 56′ 14″ N, 93° 07′ 36″ O                                                                                | Ramsey            | 74001035 |                                                              |
| 10    | Sinclair Lewis Boyhood Home                        |        | 23 de maio de 1968 (56 anos)      | 812 Sinclair Lewis Ave., Sauk Centre 45° 44′ 14″ N, 94° 57′ 25″ O                                                                          | Stearns           | 68000027 |                                                              |
| 11    | Charles A. Lindbergh, Sr., House                   |        | 8 de dezembro de 1976 (48 anos)   | 1620 Linbergh Dr. S, nas proximidades de Little Falls 45° 57′ 27″ N, 94° 23′ 23″ O                                                         | Morrison          | 70000303 | Registrado no NRHP como Charles A. Lindbergh House and Park. |
| 12    | Mayo Clinic Building                               |        | 11 de agosto de 1969 (55 anos)    | 110 e 115 2nd Ave., Rochester 44° 01′ 18″ N, 92° 27′ 56″ O                                                                                 | Olmsted           | 69000075 | Registrado no NRHP como Mayo Clinic Buildings.               |
| 13    | Mina de Mountain Iron                              |        | 24 de novembro de 1968 (56 anos)  | Norte de Mountain Iron 47° 32′ 20″ N, 92° 37′ 21″ O                                                                                        | St. Louis         | 68000052 |                                                              |
| 14    | National Farmer's Bank                             |        | 7 de janeiro de 1976 (49 anos)    | 101 N. Cedar St., Owatonna 44° 05′ 06″ N, 93° 13′ 33″ O                                                                                    | Steele            | 71000441 |                                                              |
| 15    | Peavey–Haglin Experimental Concrete Grain Elevator |        | 21 de dezembro de 1981 (43 anos)  | Junção da MN 7 e MN 100, St. Louis Park 44° 56′ 33″ N, 93° 20′ 43″ O                                                                       | Hennepin          | 78001547 |                                                              |
| 16    | Pillsbury A-Mill                                   |        | 13 de novembro de 1966 (58 anos)  | 301 Main St. SE, Minneapolis 44° 59′ 02″ N, 93° 15′ 09″ O                                                                                  | Hennepin          | 66000402 |                                                              |
| 17    | Rabideau Civilian Conservation Corps Camp          |        | 17 de fevereiro de 2006 (19 anos) | Fora da Hwy. 39 na Floresta Nacional de Chippewa em Taylor Township, nas proximidades de Blackduck 47° 38′ 24″ N, 94° 32′ 55″ O            | Beltrami          | 76001046 |                                                              |
| 18    | O. E. Rolvaag House                                |        | 4 de agosto de 1969 (55 anos)     | 311 Manitou St., Northfield 47° 38′ 24″ N, 94° 32′ 55″ O                                                                                   | Rice              | 69000078 |                                                              |
| 19    | Split Rock Light Station                           |        | 23 de junho de 2011 (13 anos)     | 3713 Split Rock Lighthouse Rd. nas proximidades de Two Harbors 47° 12′ 00,18″ N, 91° 22′ 00,84″ O                                          | Lake              | 69000073 |                                                              |
| 20    | St. Croix Boom Site                                |        | 13 de novembro de 1966 (58 anos)  | 3 milhas ao norte de Stillwater no St. Croix River 45° 04′ 41″ N, 92° 47′ 53″ O                                                            | Washington        | 66000407 | Faz parte do Washington County MRA (AD).                     |
| 21    | Área de Demonstração Recreacional St. Croix        |        | 25 de setembro de 1997 (27 anos)  | 20 milhas a leste de Hinckley fora da MN 48 45° 58′ 27″ N, 92° 35′ 01″ O                                                                   | Pine              | 97001261 | Possui também outro registro no NRHP sob o número 96001594.  |
| 22    | Soudan Iron Mine                                   |        | 13 de novembro de 1966 (58 anos)  | Parque Estadual Tower-Soudan nas proximidades de Tower 47° 49′ 24″ N, 92° 14′ 14″ O                                                        | St. Louis         | 66000905 |                                                              |
| 23    | Thorstein Veblen Farmstead                         |        | 21 de dezembro de 1981 (43 anos)  | Nordeste de Nerstrand fora da MN 246 44° 20′ 52″ N, 93° 02′ 49″ O                                                                          | Rice              | 75001024 | Registrado no NRHP apenas como Veblen Farmstead.             |
| 24    | Andrew John Volstead House                         |        | 8 de dezembro de 1976 (48 anos)   | 163 9th Ave., Granite Falls 44° 48′ 33″ N, 95° 32′ 24″ O                                                                                   | Yellow Medicine   | 74001046 |                                                              |
| 25    | Complexo Washburn A Mill                           |        | 4 de maio de 1983 (41 anos)       | 1st St. ao sul da Portland Ave., Minneapolis 44° 58′ 46″ N, 93° 15′ 25″ O                                                                  | Hennepin          | 83004388 |                                                              |

## Áreas históricas do NPS em Minnesota
Locais históricos nacional, parques históricos nacional, alguns monumentos nacional e determinadas áreas listadas no Sistema Nacional de Parques são marcos históricos de importância nacional, geralmente já protegidos antes mesmo da criação do programa NHL em 1960.
Existem 2 dessas áreas em Minnesota:
|   | Nome                                        | Imagem | Criação                         | Localidade e coordenadas                                                                                               | Condado   | NRIS     | Observações                             |
| - | ------------------------------------------- | ------ | ------------------------------- | --- | --------- | -------- | --------------------------------------- |
| 1 | Monumento Nacional Grand Portage            |        | 27 de janeiro de 1960 (65 anos) | Fora da US 61 dentro da Reserva Indígena Grand Portage, nas proximidades de Grand Portage 47° 59′ 47″ N, 89° 44′ 03″ O | Cook      | 66000111 |                                         |
| 2 | Cannomok'e--Monumento Nacional de Pipestone |        | 25 de agosto de 1937 (87 anos)  | 36 Reservation Ave., nas proximidades de Pipestone 44° 00′ 48″ N, 96° 19′ 30″ O                                        | Pipestone | 66000112 | Faz parte do Pipestone County MRA (AD). |